# Vágó Béla (történész)
Vágó Béla (Máramarossziget, 1922. június 6. – Haifa, 2019. november 30.) erdélyi magyar történész.

## Életútja, munkássága
1949–57 között a Bolyai Tudományegyetemen volt adjunktus, majd előadótanár. Tanulmányai az Utunkban és az egyetem szakközlönyében jelentek meg. 1957-ben kitelepedett Izraelbe. Ott írta és angol nyelven jelentette meg munkáit.

## Művei
- A székely társadalom a madéfalvi veszedelem korában; Tudományos, Bukarest, 1957
- Jews and non-Jews in Eastern-Europe 1918–1945; szerk. Béla Vágó, George L. Mosse; University of Haifa, Centre for East-Central European Studies, Haifa, 1974 (A Halsted Press book)
- The shadow of the swastika. The rise of fascism and anti-semitism in the Danube Basin, 1936–1939; Saxon House, Farnborough, 1975[3]
- Jewish assimilation in modern times; szerk. Vágó Béla; Westview Press, Boulder, 1981
- The Holocaust in Hungary forty years later; szerk. Randolph L. Braham–Vágó Béla; Social Science Monographs, Boulder, 1985 (East European monographs)
- Umbra svasticii. Naşterea fascismului şi a antisemitismului în Bazinul Dunării. 1936–1939 (The shadow of the swastika); románra ford. Corina Tiron; Curtea Veche, Bucureşti, 2003 (Ideea Europeana)